# Pace di Novgorod (1557)
La pace di Novgorod del 1557 è stato un accordo concluso nel marzo di quell'anno da Russia e Svezia per porre fine alla guerra russo-svedese del 1554-1557.

## Contesto
A partire dal 1554, approfittando della fine del Regno dell'Ordine teutonico, Gustavo I di Svezia cercò di stringere un'alleanza con le popolazioni della Livonia per evitare che questa regione finisse sotto l'influenza russa.
Ciò provocò uno scontro con lo zar Ivan il Terribile. Dopo quasi tre anni di combattimenti Gustavo I decise di intavolare un negoziato di pace con il principe Mikhail Glinsky, governatore di Novgorod.

## I negoziati
La delegazione svedese era composta da un centinaio di persone (tra cui Michele Agricola, che per aver tradotto il Nuovo Testamento in finlandese è considerate il padre della lingua finlandese scritta) guidate dal fratellastro di re Gustavo (Sten Eriksson Leijonhufvud) e dall'arcivescovo di Uppsala Laurentius Petri e arrivò a Mosca il 24 febbraio 1557.

## Il trattato
Il trattato stabiliva una tregua di 40 anni e impegnava la Svezia a non sostenere il Ducato di Livonia o la Confederazione polacco-lituana in caso di guerra contro la Russia.